# Баян (сомон)
Баян (монг.: Баян) — сомон аймаку Туве, Монголія. Територія 2,9 тис. км², населення 2,2 тис. Центр — селище Мааньт розташоване на відстані 80 км від м. Зуунмод та 100 км від Улан-Батора. Територією сомону прокладено залізницю та автодорогу.

## Корисні копалини
Буре вугілля, плавиковий шпат, графіт, горючі сланці.

## Тваринний світ
Водяться вовки, лисиці, корсаки, дикі кішки-манули та ін.